# Abdülhamid Ier
Pour les articles homonymes, voir Abdülhamid.
Abdülhamid Ier, né le 20 mars 1725 à Constantinople et mort le 7 avril 1789 dans la même ville, est sultan de l’Empire ottoman et calife de l’islam du 21 janvier 1774 au 7 avril 1789. Il est le fils du sultan Ahmed III et de Rābi'a Sharmi Sultana. Il succède à son frère aîné Moustafa III.

## Biographie
Abdülhamid Ier succède à Moustafa III, son frère aîné (sultan de 1757 à 1774). Il ne peut lutter contre l'expansionnisme de la Russie : le traité de Koutchouk-Kaïnardji (1774) lui enlève plusieurs provinces et assure à la Russie de nombreux avantages en mer Noire. En 1783, son empire est amputé en outre de la Crimée ; en 1788, Potemkine lui prend Otchakiv.
Né à Constantinople, Abdülhamid Ier, dernier fils du sultan Ahmet III et de Rābi'a Sharmi Sultana, devient le vingt-septième sultan de l'Empire Ottoman en 1774, alors âge de 49 ans. Il succède à son frère ainé, le sultan Moustafa III. Au cours de sa vie il a douze épouses qui lui donnent dix-sept enfants. Successeur de Moustapha III, le nouveau sultan, en 1774, il doit accepter les conditions posées par les Russes, lors de la paix de Kutchuk-Kaïnardji, qui assurent l'influence russe en Orient et l'indépendance des Tatars de Crimée. Cette paix met fin à la sixième Guerre russo-turque (1768-1774). Au cours de son règne, Il initie les réformes de l'armée et ouvre l'école impériale d'ingénierie navale. De fait, il modernise la marine de son empire. Son règne, qui s'étend de 1774 jusqu'en 1789, est marqué par un évènement important, la septième Guerre russo-turque (1787-1792). Cette guerre opposant, premièrement, les Russes aux Ottomans, entraîne la participation d'autres nations comme l’Autriche et l’Angleterre. Luttant contre l’expansion de la Russie, dirigée par Catherine II, les Ottomans font preuve d'une lutte féroce. Les troupes autrichiennes sont tenues en échec. Leur chef, l'empereur du Saint-Empire romain germanique et archiduc d'Autriche, Joseph II, décide de traiter avec les Ottomans. Quant aux Russes, malgré cette forte résistance ottomane, ils continuent d'avancer et d’étendre leur territoire en s'emparant de la Crimée.

## Anecdote
Une fausse correspondance existe. Il s'agirait de lettres entre le sultan et Pie VI.

## Sources
Cet article comprend des extraits du Dictionnaire Bouillet. Il est possible de supprimer cette indication, si le texte reflète le savoir actuel sur ce thème, si les sources sont citées, s'il satisfait aux exigences linguistiques actuelles et s'il ne contient pas de propos qui vont à l'encontre des règles de neutralité de Wikipédia.